# Pjon Bjongdzsu
Pjon Bjongdzsu (hangul: 변병주, handzsa: 邊炳柱, RR: Byun Byung-joo; Phadzsu, 1961. április 26. –) dél-koreai válogatott labdarúgó, edző.

## Pályafutása

### Klubcsapatban
1983 és 1989 között a Daewoo Royals csapatában játszott, melynek tagjaként 1986-ban megnyerte az ázsiai bajnokcsapatok kupáját, 1984-ben és 1987-ben pedig bajnoki címet szerzett. 1990 és 1991 között az Hyundai Horang-i játékosa volt.

### A válogatottban
1981 és 1990 között 78 alkalommal játszott a dél-koreai válogatottban és 11 gólt szerzett. Részt vett az 1984-es és az 1988-as Ázsia-kupán, illetve az 1986-os világbajnokságon és az 1990-es világbajnokságon. Tagja volt az 1988. évi nyári olimpiai játékokon szereplő válogatott keretének is.

### Edzőként
2007 és 2009 között a Tegu FC vezetőedzője volt.

## Sikerei, díjai
Daewoo Royals
- Dél-koreai bajnok (2): 1984, 1987
- AFC-bajnokok kupája (1): 1985–86

Dél-Korea
- Ázsia-kupa döntős (1): 1988